# Anna Karamanli
Anna Karamanli (en griego: Άννα Καραμανλή; nacida el 10 de mayo de 1968) es una política, periodista deportiva y ex atleta griega.

## Trayectoria
Karamanli fue una atleta especializada en salto de longitud, que competía con el club Aris Salónica y fue miembro de la selección griega de atletismo. Logró una distinción en el Campeonato de Atletismo de los Balcanes en 1985 y ganó el Campeonato Panhelénico de Atletismo Femenino en 1985. También compitió en los Juegos Mediterráneos y en los Juegos Europeos, pero se retiró del atletismo tras el nacimiento de su primer hijo.
Durante su carrera atlética, Karamanli se licenció en Educación Física y Ciencias del Deporte en la  Universidad Aristóteles de Tesalónica. Además, estudió periodismo en la escuela Bona. En 1991, se convirtió en periodista deportiva de la Ellinikí Radiofonía Tileórasi (ERT), presentando Στο Στάδιο Κάποτε (Algún tiempo en el estadio) en ERT3. De 1994 a 2009, Karamanli fue editora jefe del ERT Sports News Bulletin y presentadora del principal boletín de noticias desde 1995 hasta 2012. También fue la primera presentadora de Αθλητική Κυριακή (Domingo Deportivo) de 2001 a 2009.

### Carrera política
Karamanli entró en política en 2006 como miembro del partido Nueva Democracia. Al principio, ocupó posición de Consejera de Prefectura de 2006 a 2010. Cuando se abolieron las prefecturas griegas, fue nombrada Consejera Regional Adjunta de Ática Occidental.
Fue miembro del comité político de Nueva Democracia en 2007. Fue elegida parlamentaria griega en las elecciones de mayo de 2012 como representante de Atenas B. Conservó el escaño en las elecciones de junio de 2012, en las de enero de 2015 y en las de septiembre de 2015. Cuando se dividió su distrito electoral, fue elegida representante de Atenas C en las elecciones de 2019.
En septiembre de 2014, Karamanli lanzó un exabrupto al ministro de Finanzas griego Gikas Hardouvelis, miembro de su propio gobierno, durante una sesión parlamentaria. Le dijo que  «se vaya a la mierda».

## Vida personal
Karamanli se casó con el jugador de baloncesto profesional griego Michalis Romanidis, a quien conoció en la década de los 80 cuando ambos eran miembros del club Aris Tesalónica. En 1991, tuvo su primer hijo, Stratis, y, en 2001 a su hija, Elisavet Kourtesis.
No está relacionada con el ex primer ministro griego Kostas Karamanlis.
En 2014, Karamanli realizó su doctorado en la Universidad del Peloponeso con una tesis sobre «El papel de los medios en la lucha contra la violencia».